# Pilea fontana
Espèce
Pilea fontana est une espèce de plantes à fleurs de la famille des Urticaceae. C'est une plante herbacée similaire à Pilea pumila (les deux espèces occupant presque la même aire de répartition couvrant la majeure partie de l'Amérique du Nord à l'est des Montagnes Rocheuses). On peut les différencier l'une de l'autre lorsque les achènes sont mûrs.